# SH Minerva

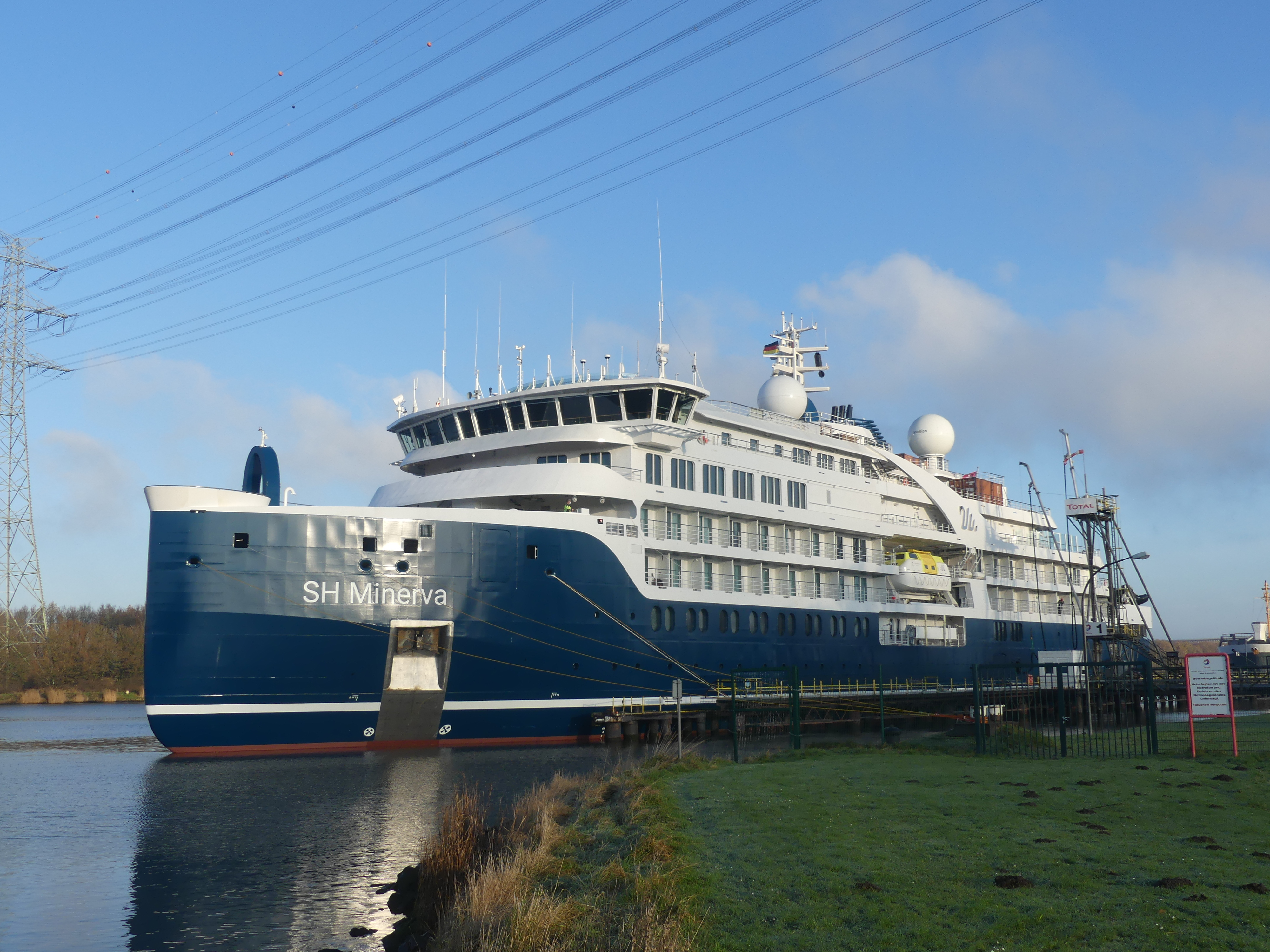
SH Minerva i Kielkanalen 2021

SH Minerva är ett cypriotiskt isgående kryssningsfartyg, som levererades 2021 från Helsinki Shipyard Oy.
SH Minerva är det första av tre isgående kryssningsfartyg från Helsinki Shipyard, med Western Baltija Shipyard i Klaipeda i Litauen som underleverantör för skroven, för det brittiska, Cypernbaserade rederiet Swan Hellenic för kryssningar också i antarktiska och arktiska vatten. Det andra fartyget, SH Vega färdigställdes 2022 och skrovet till det tredje, SH Diana, var sommaren 2022 under byggande.